# Öldzijsajchany Pürewsüren
Öldzijsajchany Pürewsüren (mong. Өлзийсайханы Пүрэвсүрэн; ur. 8 czerwca 2000) – mongolska zapaśniczka walcząca w stylu wolnym. Zajęła dziesiąte miejsce na mistrzostwach świata w 2022. Brązowa medalistka mistrzostw Azji w 2022. Czwarta w Pucharze Świata w 2019.
Druga na MŚ U-23 w 2019. Mistrzyni Azji U-23 w 2019. Trzecia na mistrzostwach Azji juniorów w 2018. Mistrzyni Azji kadetów w 2017; trzecia w 2015 i 2016 roku.